# 毛麒允
毛 麒允（モ・ギユン、朝鮮語: 모기윤、1912年2月29日 - 1983年6月30日）は、大韓民国の詩人、作曲家、国文学者、随筆家。本貫は広州毛氏。号は月泉（ウォルチョン、월천）、日完（イルァン、일완）。同じく詩人の毛允淑は姉、元大統領直属科学国政諮問委員で梨花女子大学校の物理学科教授の毛恵晶は娘。

## 生涯
咸鏡南道元山生まれ。幼少期いっとき咸興にいたこともある。1931年『朝鮮の歌』、『雪・花・鳥』を発表し詩壇に登場した。1934年、児童戯曲『花咲け』で児童劇作家として登場した。国文学の研究も行い、光復後1947年から1948年まで韓国独立党民族文化芸術行政特別補佐委員を務め、そのほかソウル大学校、清州大学校、首都女子師範大学（現・世宗大学校）で教授を務めた。肺炎で闘病していたが72歳で死去した。